# Palmarès de la Coupe de l'America
Tableau du Palmarès de la Coupe de l'America depuis sa création en 1851.
| Edit | Année |  | "Defender" | Propriétaire Concepteur Constructeur Skipper                                                        | "Defender"- Club - Nation                                    | Guidon D | Score               | Guidon C | "Challenger"- Club - Nation                                   | Propriétaire Concepteur Constructeur Skipper                                                       | "Challenger" |  | Site                       |
| ---- | ----- |  | ---------- | --------------------------------------------------------------------------------------------------- | ------------------------------------------------------------ | -------- | ------------------- | -------- | ------------------------------------------------------------- | -------------------------------------------------------------------------------------------------- | ------------ |  | -------------------------- |
| 0    | 1851  |  |            | Thomas Le Marchant Michael Ratsey Ratsey Shipyard -                                                 | AURORA Royal Yacht Squadron Angleterre                       |          | Sec-Fi              |          | AMERICA New York Yacht Club États-Unis                        | Syndicat John Cox Stevens George W. Steers William H. Brown Richard Brown                          |              |  | Cowes, Royaume-Uni         |
| 1    | 1870  |  |            | Franklin Osgood Richard F. Loper T. Byerly & Son Andrew J. Comstock                                 | MAGIC New York Yacht Club États-Unis                         |          | Fi-Eig              |          | CAMBRIA Royal Thames Yacht Club Angleterre                    | James Lloyd Ashbury Michael E. Ratsey Ratsey Shipyard J. Tannock                                   |              |  | New York, États-Unis       |
| 2    | 1871  |  |            | Franklin Osgood Joseph B. van Deusen van Deusen Shipyard Henry N. Comstock                          | COLUMBIA & SAPPHO New York Yacht Club États-Unis             |          | Co-Li 2-1 Sa-Li 2-0 |          | LIVONIA Royal Harwich Yacht Club Angleterre                   | James Lloyd Ashbury Michael E. Ratsey Ratsey Shipyard J. R. Wood                                   |              |  | New York, États-Unis       |
| 3    | 1876  |  |            | John Still Dikerson Jacob B. Voorhis David Kirby Yard Josephus Williams                             | MADELEINE New York Yacht Club États-Unis                     |          | 2-0                 |          | COUNTESS OF DUFFERIN Royal Canadian Yacht Club Canada         | Charles Gifford Pat McGiehan Alexander Cuthbert Shipyard Alexander Cuthbert                        |              |  | New York, États-Unis       |
| 4    | 1881  |  |            | Joseph Richard Busk Archibald Cary Smith Harlan & Hollingsworth Corp. Nathaniel O. Clock            | MISCHIEF New York Yacht Club États-Unis                      |          | 2-0                 |          | ATALANTA Bay of Quinte Yacht Club Canada                      | Alexander Cuthbert Flint & Hunton Lumber Yard Alexander Cuthbert                                   |              |  | New York, États-Unis       |
| 5    | 1885  |  |            | John Malcolm Forbes Edward Burgess George Lawley & Son Aubrey J. Crocker                            | PURITAN New York Yacht Club États-Unis                       |          | 2-0                 |          | GENESTA Royal Yacht Squadron Angleterre                       | Sir Richard Sutton John Beavor-Webb D.&W. Henderson & Co John Carter                               |              |  | New York, États-Unis       |
| 6    | 1886  |  |            | Charles Jackson Paine Edward Burgess George Lawley & Son Martin V. B. Stone                         | MAYFLOWER New York Yacht Club États-Unis                     |          | 2-0                 |          | GALATEA Royal Northern Yacht Club Écosse                      | Lt. William Henn John Beavor-Webb John Reid & Co William Henn                                      |              |  | New York, États-Unis       |
| 7    | 1887  |  |            | Charles Jackson Paine Edward Burgess Pusey & Jones Shipyard Co Henry C. « Hank » Haff               | VOLUNTEER New York Yacht Club États-Unis                     |          | 2-0                 |          | THISTLE Royal Clyde Yacht Club Écosse                         | James H. Bell George Lennox Watson D.&W. Henderson & Co John Barr                                  |              |  | New York, États-Unis       |
| 8    | 1893  |  |            | Charles Oliver Iselin Nathanael G. Herreshoff Herreshoff Manufacturing Co William Hansen            | VIGILANT New York Yacht Club États-Unis                      |          | 3-0                 |          | VALKYRIE II Royal Yacht Squadron Angleterre                   | Earl of Dunraven George Lennox Watson D.&W. Henderson & Co William Cranfield                       |              |  | New York, États-Unis       |
| 9    | 1895  |  |            | William K. Vanderbilt Nathanael G. Herreshoff Herreshoff Manufacturing Co Henry C. « Hank » Haff    | DEFENDER New York Yacht Club États-Unis                      |          | 3-0                 |          | VALKYRIE III Royal Yacht Squadron Angleterre                  | Earl of Dunraven George Lennox Watson D.&W. Henderson & Co William Cranfield & Edwards I. Sycamore |              |  | New York, États-Unis       |
| 10   | 1899  |  |            | John Pierpont Morgan Nathanael G. Herreshoff Herreshoff Manufacturing Co Charles Barr               | COLUMBIA New York Yacht Club États-Unis                      |          | 3-0                 |          | SHAMROCK Royal Ulster Yacht Club Irlande                      | Sir Thomas Lipton William Fife III John I. Thornycroft & Co Archie Hogarth                         |              |  | New York, États-Unis       |
| 11   | 1901  |  |            | John Pierpont Morgan Nathanael G. Herreshoff Herreshoff Manufacturing Co Charles Barr               | COLUMBIA New York Yacht Club États-Unis                      |          | 3-0                 |          | SHAMROCK II Royal Ulster Yacht Club Irlande                   | Sir Thomas Lipton George Lennox Watson William Denny & Brothers Edward I. Sycamore                 |              |  | New York, États-Unis       |
| 12   | 1903  |  |            | Cornelius Vanderbilt III Nathanael G. Herreshoff Herreshoff Manufacturing Co Charles Barr           | RELIANCE New York Yacht Club États-Unis                      |          | 3-0                 |          | SHAMROCK III Royal Ulster Yacht Club Irlande                  | Sir Thomas Lipton William Fife III William Denny & Brothers Robert Wringe                          |              |  | New York, États-Unis       |
| 13   | 1920  |  |            | Henry Walters Nathanael G. Herreshoff Herreshoff Manufacturing Co Charles F. Adams II               | RESOLUTE New York Yacht Club États-Unis                      |          | 3-2                 |          | SHAMROCK IV Royal Ulster Yacht Club Irlande                   | Sir Thomas Lipton Charles E. Nicholson Camper & Nicholsons Albert Turnner                          |              |  | New York, États-Unis       |
| 14   | 1930  |  |            | Harold S. Vanderbilt W. Starling Burgess Hereshoff Manufacturing Co Harold S. Vanderbilt            | ENTERPRISE New York Yacht Club États-Unis                    |          | 4-0                 |          | SHAMROCK V Royal Ulster Yacht Club Irlande du Nord            | Sir Thomas Lipton Charles E. Nicholson Camper & Nicholsons Ernest « Ned » Heard                    |              |  | Newport, États-Unis        |
| 15   | 1934  |  |            | Harold S. Vanderbilt W. Starling Burgess Herreshoff Manufacturing Co Harold S. Vanderbilt           | RAINBOW New York Yacht Club États-Unis                       |          | 4-2                 |          | ENDEAVOUR Royal Yacht Squadron Angleterre                     | Sir Thomas Sopwith Charles E. Nicholson Camper & Nicholsons George Williams                        |              |  | Newport, États-Unis        |
| 16   | 1937  |  |            | Harold S. Vanderbilt W. Starling Burgess & Olin Stephens Bath Iron Works Harold S. Vanderbilt       | RANGER New York Yacht Club États-Unis                        |          | 4-0                 |          | ENDEAVOUR II Royal Yacht Squadron Angleterre                  | Sir Thomas Sopwith Charles E. Nicholson Camper & Nicholsons Thomas O. M. Sopwith                   |              |  | Newport, États-Unis        |
| 17   | 1958  |  |            | Henry Sears Olin Stephens Nevins Yacht Yard Briggs Cunningham                                       | COLUMBIA New York Yacht Club États-Unis                      |          | 3-1                 |          | SCEPTRE Royal Yacht Squadron Angleterre                       | Hugh Goodson David Boyd Alexander Robertson & Sons Graham Mann                                     |              |  | Newport, États-Unis        |
| 18   | 1962  |  |            | Henry D. Mercer Phillip L. Rhodes Luders Marine Constr. Co Emil B. Mosbacher                        | WEATHERLY New York Yacht Club États-Unis                     |          | 4-1                 |          | GRETEL Royal Sydney Yacht Squadron Australie                  | Sir Franck Packer Alan Payne Lars Halvorsen Sons Alexander Sturrock                                |              |  | Newport, États-Unis        |
| 19   | 1964  |  |            | Eric Ridder Olin Stephens Minneford's Yacht Yard Eric Ridder                                        | CONSTELLATION New York Yacht Club États-Unis                 |          | 3-1                 |          | SOVEREIGN Royal Thames Yacht Club Angleterre                  | Antony Boyden David Boyd Alexander Robertson & Sons Paul Anderson                                  |              |  | Newport, États-Unis        |
| 20   | 1967  |  |            | William J. Strawbridge Olin Stephens Minneford's Yacht Yard Emil B. Mosbacher                       | INTREPID New York Yacht Club États-Unis                      |          | 4-0                 |          | DAME PATTIE Royal Sydney Yacht Squadron Australie             | Emil Christensen Warwick Hood W. H. Barnett Yard Alexander Sturrock                                |              |  | Newport, États-Unis        |
| 21   | 1970  |  |            | William J. Strawbridge Olin Stephens & Britt Chance Minneford's Yacht Yard Bill Ficker              | INTREPID New York Yacht Club États-Unis                      |          | 4-1                 |          | GRETEL II Royal Sydney Yacht Squadron Australie               | Sir Franck Packer Alan Payne W. H. Barnett Yard James Hardy                                        |              |  | Newport, États-Unis        |
| 22   | 1974  |  |            | Robert Willis McCullogh Olin Stephens & D. Pedrick Minneford's Yacht Yard Frederick E. « Ted » Hood | COURAGEOUS New York Yacht Club États-Unis                    |          | 4-0                 |          | SOUTHERN CROSS Royal Perth Yacht Club Australie               | Alan Bond Ben Lexcen Lars Halvorsen Sons James Hardy                                               |              |  | Newport, États-Unis        |
| 23   | 1977  |  |            | King's Point Fund Olin Stephens & D. Pedrick Minneford's Yacht Yard Ted Turner                      | COURAGEOUS New York Yacht Club États-Unis                    |          | 4-0                 |          | AUSTRALIA Sun City Yacht Club Australie                       | Alan Bond Ben Lexcen Steve Ward Yard Noël Robins                                                   |              |  | Newport, États-Unis        |
| 24   | 1980  |  |            | Edward I. du Moulin Olin Stephens Minneford's Yacht Yard Dennis Conner                              | FREEDOM New York Yacht Club États-Unis                       |          | 4-1                 |          | AUSTRALIA Royal Perth Yacht Club Australie                    | Alan Bond Ben Lexcen Steve Ward Yard James Hardy                                                   |              |  | Newport, États-Unis        |
| 25   | 1983  |  |            | Edward I. du Moulin Johan Valentijn Newport Offshore Ltd Dennis Conner                              | LIBERTY New York Yacht Club États-Unis                       |          | 3-4                 |          | AUSTRALIA II Royal Perth Yacht Club Australie                 | Alan Bond Ben Lexcen Steve Ward Yard John E. Bertrand                                              |              |  | Newport, États-Unis        |
| 26   | 1987  |  |            | Kevin Parry Taskforce 87 I. Murray & J. Swarbrick Parry Boat Builders Iain Murray                   | KOOKABURA III Royal Perth Yacht Club Australie               |          | 0-4                 |          | STARS & STRIPES 87 San Diego Yacht Club États-Unis            | Sail America Foundation B. Chance, B. Nelson & D. Pedrick Derecktor Shipyards Dennis Conner        |              |  | Fremantle, Australie       |
| 27   | 1988  |  |            | Sail America Foundation Morelli, B. Chance & Hubbard R.D. Boatworks Dennis Conner                   | STARS & STRIPES US-1 San Diego Yacht Club États-Unis         |          | 2-0                 |          | NEW ZEALAND KZ-1 Mercury Bay Boating Club Nouvelle-Zélande    | New Zealand Challenge Bruce Farr Marten Marine David Barnes                                        |              |  | San Diego, États-Unis      |
| 28   | 1992  |  |            | America3 Foundation America3 Design Team Goetz Custom Sailboats Buddy Melges                        | AMERICA3 San Diego Yacht Club États-Unis                     |          | 4-1                 |          | Il MORO DI VENEZIA Compagnia della Vela di Venezia Italie     | Il Moro Challenge Frers, Sena & Hopkins Tencara Shipyard Paul Cayard                               |              |  | San Diego, États-Unis      |
| 29   | 1995  |  |            | Team Dennis Conner B. Nelson & J. Kuhn Goetz Custom Sailboats Dennis Conner                         | YOUNG AMERICA San Diego Yacht Club États-Unis                |          | 0-5                 |          | BLACK MAGIC Royal New Zealand Yacht Squadron Nouvelle-Zélande | Team New Zealand TNZ Design Team McMullen & Wing Yard Russell Coutts                               |              |  | San Diego, États-Unis      |
| 30   | 2000  |  |            | Team New Zealand TNZ Design Team TP Cookson Boatbuilders Russell Coutts                             | NZL 60 Royal New Zealand Yacht Squadron Nouvelle-Zélande     |          | 5-0                 |          | LUNA ROSSA - ITA 45 Yacht Club Punta Ala Italie               | Prada Challenge Prada Challenge Design Team Green Marine Francesco de Angelis                      |              |  | Auckland, Nouvelle-Zélande |
| 31   | 2003  |  |            | Team New Zealand TNZ Design Team TP Cookson Boatbuilders Dean Barker                                | NZL 82 Royal New Zealand Yacht Squadron Nouvelle-Zélande     |          | 0-5                 |          | SUI 64 Société nautique de Genève Suisse                      | Alinghi Alinghi Design Team Decision S.A. Russell Coutts                                           |              |  | Auckland, Nouvelle-Zélande |
| 32   | 2007  |  |            | Alinghi Alinghi Design Team Decision S.A. Ed Baird                                                  | SUI 100 Société nautique de Genève Suisse                    |          | 5-2                 |          | NZL 92 Royal New Zealand Yacht Squadron Nouvelle-Zélande      | Emirates Team New Zealand ETNZ Design Team TP Cookson Boatbuilders Dean Barker                     |              |  | Valence, Espagne           |
| 33   | 2010  |  |            | Alinghi Alinghi Design Team Decision S.A. Ernesto Bertarelli                                        | ALINGHI 5 Société nautique de Genève Suisse                  |          | 0-2                 |          | USA 17 Golden Gate Yacht Club États-Unis                      | BMW Oracle Racing Team VPLP Core Builders Composites Anacortes Russell Coutts                      |              |  | Valence, Espagne           |
| 34   | 2013  |  |            | Oracle Team USA Oracle Team USA Design Team Oracle Team USA Building Team James Spithill            | ORACLE TEAM USA - 17 Golden Gate Yacht Club États-Unis       |          | 9-8                 |          | AOTEAROA Royal New Zealand Yacht Squadron Nouvelle-Zélande    | Emirates Team New Zealand ETNZ Design Team TP Cookson Boatbuilders Dean Barker                     |              |  | San Francisco, États-Unis  |
| 35   | 2017  |  |            | Oracle Team USA Oracle Team USA Design Team Oracle Team USA Building Team James Spithill            | ORACLE TEAM USA - 17 Golden Gate Yacht Club États-Unis       |          | 1-7                 |          | ETNZ-50 Royal New Zealand Yacht Squadron Nouvelle-Zélande     | Emirates Team New Zealand ENTZ Design Team Southern Spars Glenn Ashby                              |              |  | Bermudes, Royaume-Uni      |
| 36   | 2021  |  |            | Emirates Team New Zealand ENTZ Design Team ENTZ Building Team Peter Burling                         | TE REHUTAI Royal New Zealand Yacht Squadron Nouvelle-Zélande |          | 7-3                 |          | LUNA ROSSA Circolo della Vela Sicilia Italie                  | Luna Rossa Prada Pirelli Luna Rossa Design Team Persico Marine Max Sirena                          |              |  | San Francisco, États-Unis  |

### Citations artistes et photographes
Liste des artistes et photographes du Palmarès ci-dessus (en info-bulle dans le tableau ci-dessus):
| Edit |  | Yacht                    | Auteur                                        | Source                                                 |  | Yacht                | Auteur                                        | Source                                                 |
| ---- |  | ------------------------ | --------------------------------------------- | ------------------------------------------------------ |  | -------------------- | --------------------------------------------- | ------------------------------------------------------ |
| 0    |  | AURORA                   |                                               |                                                        |  | AMERICA              | Artiste Inconnu                               | sur Wikimedia Commons                                  |
| 1    |  | MAGIC                    | James E. Buttersworth                         | Mystic Seaport Museum, dans le domaine public          |  | CAMBRIA              | Charles R. Parsons                            | sur Wikimedia Commons                                  |
| 2    |  | COLUMBIA                 | John S. Johnston                              | Collection John S Johnston sur Wikimedia Commons       |  | LIVONIA              | Arthur Wellington FOWLES                      | sur Wikimedia Commons                                  |
| 3    |  | MADELEINE                | Frederick S. Cozzens                          | Mystic Seaport Museum, dans le domaine public          |  | C'TESS OF DUFFERIN   | Charles R. Parsons                            | Currier and Ives, dans le domaine public               |
| 5    |  | PURITAN                  | John S. Johnston                              | Collection John S Johnston sur Wikimedia Commons       |  | GENESTA              | John S. Johnston                              | Collection John S Johnston sur Wikimedia Commons       |
| 6    |  | MAYFLOWER                | John S. Johnston                              | Collection John S Johnston sur Wikimedia Commons       |  | GALATEA              | John S. Johnston                              | Collection John S Johnston sur Wikimedia Commons       |
| 7    |  | VOLUNTEER                | Nathaniel L. Stebbins                         | Collection Nathaniel L. Stebbins sur Wikimedia Commons |  | THISTLE              | Nathaniel L. Stebbins                         | Collection Nathaniel L. Stebbins sur Wikimedia Commons |
| 8    |  | VIGILANT                 | John S. Johnston                              | Collection John S Johnston sur Wikimedia Commons       |  | VALKYRIE II          | Henry G. Peabody pour Detroit Photographic Co | Library of Congress                                    |
| 9    |  | DEFENDER                 | John S. Johnston                              | Collection John S Johnston sur Wikimedia Commons       |  | VALKYRIE III         | John S. Johnston                              | Collection John S Johnston sur Wikimedia Commons       |
| 10   |  | COLUMBIA                 | John S. Johnston                              | Collection John S Johnston sur Wikimedia Commons       |  | SHAMROCK I           | Henry G. Peabody pour Detroit Photographic Co | Library of Congress                                    |
| 11   |  | COLUMBIA                 | John S. Johnston                              | Collection John S Johnston sur Wikimedia Commons       |  | SHAMROCK II          | Henry G. Peabody pour Detroit Photographic Co | Library of Congress                                    |
| 12   |  | RELIANCE                 | Henry G. Peabody pour Detroit Photographic Co | Library of Congress                                    |  | SHAMROCK III         | Henry G. Peabody pour Detroit Photographic Co | Library of Congress                                    |
| 13   |  | RESOLUTE                 | H. B. Greene                                  | sur Wikimedia Commons                                  |  | SHAMROCK IV          | Photographe inconnu pour l'Agence ROL         | Gallica, sur Wikimedia Commons                         |
| 14   |  | ENTERPRISE               |                                               |                                                        |  | SHAMROCK V           |                                               |                                                        |
| 15   |  | RAINBOW                  |                                               |                                                        |  | ENDEAVOUR            |                                               |                                                        |
| 16   |  | RANGER                   |                                               |                                                        |  | ENDEAVOUR II         |                                               |                                                        |
| 17   |  | COLUMBIA                 |                                               |                                                        |  | SCEPTRE              |                                               |                                                        |
| 18   |  | WEATHERLY                |                                               |                                                        |  | GRETEL               |                                               |                                                        |
| 19   |  | CONSTELLATION            |                                               |                                                        |  | SOVEREIGN            |                                               |                                                        |
| 20   |  | INTREPID                 |                                               |                                                        |  | DAME PATTIE          |                                               |                                                        |
| 21   |  | INTREPID                 |                                               |                                                        |  | GRETEL II            |                                               |                                                        |
| 22   |  | COURAGEOUS               |                                               |                                                        |  | SOUTHERN CROSS       |                                               |                                                        |
| 23   |  | COURAGEOUS               |                                               |                                                        |  | AUSTRALIA            |                                               |                                                        |
| 24   |  | FREEDOM                  |                                               |                                                        |  | AUSTRALIA            |                                               |                                                        |
| 25   |  | LIBERTY                  |                                               |                                                        |  | AUSTRALIA II         |                                               |                                                        |
| 26   |  | KOOKABURRA III           |                                               |                                                        |  | STARS & STRIPES      |                                               |                                                        |
| 27   |  | STARS & STRIPES - US1    |                                               |                                                        |  | NEW ZEALAND - KZ1    |                                               |                                                        |
| 28   |  | AMERICA3                 |                                               |                                                        |  | IL MORO DI VENEZIA   |                                               |                                                        |
| 29   |  | YOUNG AMERICA            |                                               |                                                        |  | BLACK MAGIC          |                                               |                                                        |
| 30   |  | NEAW ZEALAND- NZL60      |                                               |                                                        |  | LUNA ROSSA - ITA45   |                                               |                                                        |
| 31   |  | TEAM NEW ZEALAND - NZL82 |                                               |                                                        |  | ALINGHI - SUI64      |                                               |                                                        |
| 32   |  | ALINGHI - SUI100         | Gregory Zeier                                 | sur Wikimedia Commons avec l'accord de l'auteur        |  | EMIRATES TNZ - NZL92 | Pseudonyme: Freshwater2006                    | sur Wikimedia Commons avec l'accord de l'auteur        |
| 33   |  | ALINGHI 5                | Pseudonyme : CHATANI                          | sur Wikimedia Commons avec l'accord de l'auteur        |  | BMW ORACLE - USA17   | Pedro de Arechavaleta                         | sur Wikimedia Commons avec l'accord de l'auteur        |